# Valeri Medvédtsev
Valeri Alekséievitx Medvédtsev (en rus: Валерий Алексеевич Медведцев) (Ijevsk, Unió Soviètica 1964) és un biatleta rus, ja retirat, que competí en representació de la Unió Soviètica, l'Equip Unificat i Rússia.

## Biografia
Va néixer el 5 de juliol de 1964 a la ciutat d'Ijevsk, població situada a la República d'Udmúrtia, que en aquells moments formava part de la Unió Soviètica i que avui en dia forma part de Rússia. Estigué casat amb Natàlia Snitina, i actualment ho està amb Olga Piliova.

## Carrera esportiva
Va participar en els Jocs Olímpics d'Hivern de 1988 realitzats a Calgary (Canadà) en representació de la Unió Soviètica, on aconseguí guanyar la medalla d'or en la prova de relleus 4x7,5 km i la medalla de plata en les proves de 10 km. esprint i 20 quilòmetres. En els Jocs Olímpics d'Hivern de 1992 realitzats a Albertville (França) i en representació de l'aleshores Equip Unificat aconseguí la medalla de plata en la prova de relleus 4x7,5 km i finalitzà 25è en la prova de 10 quilòmetres. En els Jocs Olímpics d'Hivern de 1994 realitzats a Lillehammer (Noruega) i en representació de Rússia finalitzà 24è en la prova de 20 quilòmetres.
Al llarg de la seva carrera aconseguí guanyar set medalles en el Campionat del Món de biatló, destacant els ors aconseguits en els 10 km (1986), 20 km (1986 i 1990) i relleus 4x7,5 km (1986).